# Tsetska Tsatsjeva

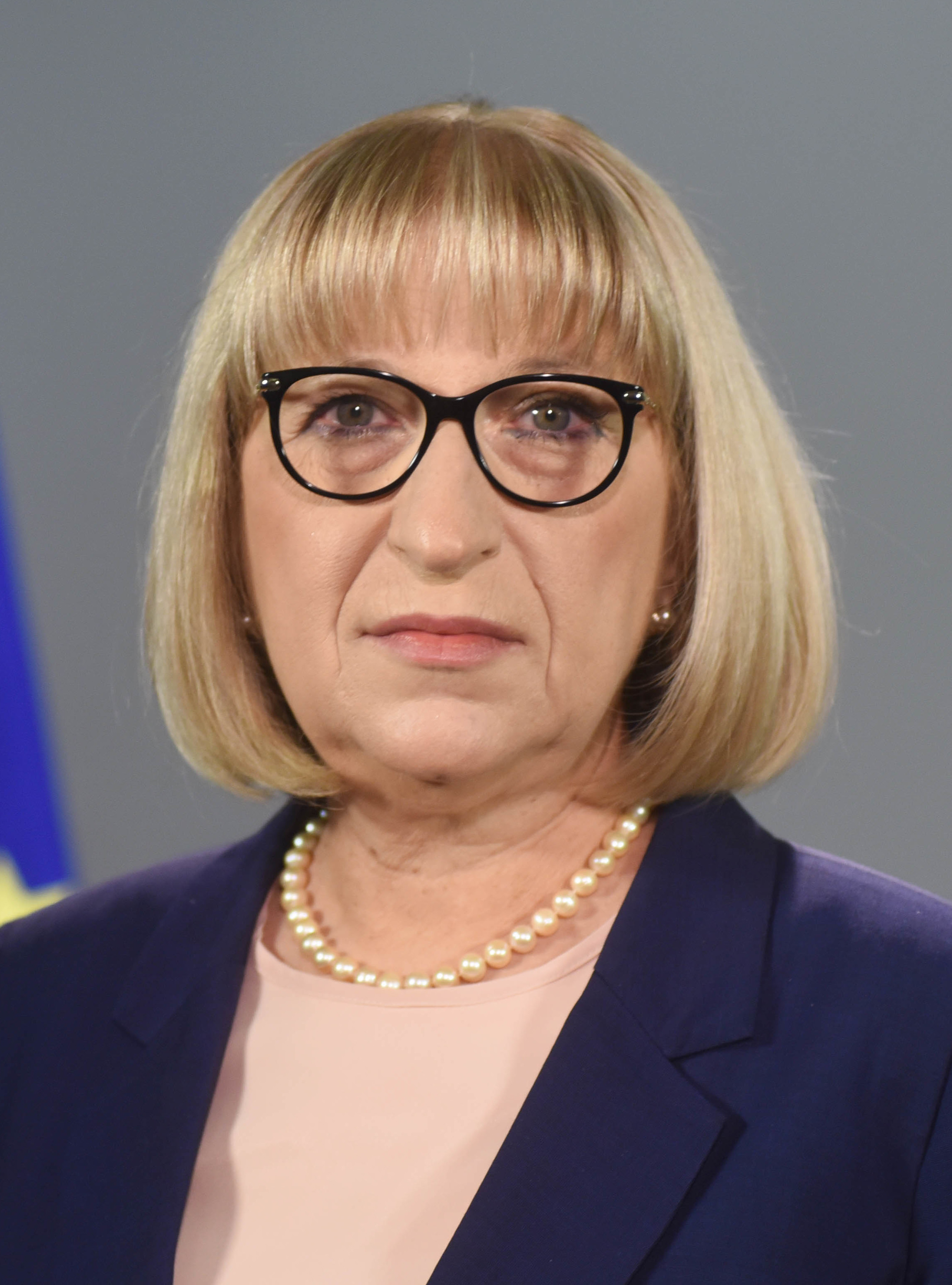
Tsetska Tsatsjeva in 2017

Tsetska Tsatsjeva Dangovska (Bulgaars:Цецка Цачева Данговска) (Dragana, 24 mei 1958) is een Bulgaars politica namens de partij GERB. Ze was tweemaal actief als voorzitter van de Nationale Vergadering (2009–2013 en 2014–2017) en daarna minister van Justitie onder premier Bojko Borisov (2017–2019).

## Biografie
Na de wiskundige middelbare school in Pleven studeerde Tsatsjeva rechten aan de Universiteit van Sofia. Ze was lid van de Bulgaarse Communistische Partij tot de democratische veranderingen en de val van de Volksrepubliek Bulgarije. Tsatsjeva was onder meer advocaat en tot 2007, gedurende zeven en een half jaar, juridisch adviseur van de gemeente Pleven. In 2007 werd ze gemeenteraadslid in de gemeente Pleven voor de GERB. Tijdens de Bulgaarse parlementsverkiezingen van 2009 werd ze in de oblast Pleven met 36,92% gekozen tot parlementslid voor de GERB. In het parlement werd ze vervolgens zonder tegenstemmen gekozen tot voorzitter van de Nationale Vergadering. Hiermee was ze de eerste vrouwelijke voorzitter van het Bulgaarse parlement.
In 2014 werd ze wederom gekozen tot parlementslid. Nadat Michail Mikov weigerde een tweede termijn als voorzitter op zich te nemen, werd Tsatsjeva (met 219 stemmen voor en 12 stemmen tegen) opnieuw gekozen tot voorzitter van de Nationale Vergadering.
Bij de presidentsverkiezingen van 2016 was Tsatsjeva namens de GERB kandidaat om president van Bulgarije te worden. Ze behaalde de tweede ronde, maar werd daarin ruim verslagen door de onafhankelijke Rumen Radev. Tussen mei 2017 en april 2019 was Tsatsjeva minister van Justitie in het derde kabinet van partijgenoot en premier Bojko Borisov.